# جنگ‌های پونی

نقشه و موقعیت روم و کارتاژ در خلال جنگ ها که به سقوط کارتاژ منجر شد.

جنگ‌های پونی یا جنگ‌های کارتاژ-روم به مجموعه جنگ‌های طولانی ، سهمگین و دامنه‌داری  که ( بین سال‌های ۲۶۴ سال قبل از میلاد و ۱۴۶ سال قبل از میلاد ) میان دو قدرت روم و کارتاژ درگرفت؛ گفته می‌شود. به طوری که تلفات بسیار به همراه داشت و درنهایت با پیروزی جمهوری روم به پایان رسید.
این جنگ‌ها در پی طمع روم برای تصاحب جزیرهٔ سیسیل از دست کارتاژ آغاز شد. سیسیل جزیره‌ای ثروتمند و حاصلخیز به‌شمار می‌آمد و از جمله در آن بهترین و مرغوب‌ترین انواع انگور و پرتقال و زیتون و… به عمل می‌آمد و به لحاظ راهبردی نیز مهم بود و در نواحی ساحلی آن کوچ‌نشین‌های ثروتمند یونانی واقع شده بودند. سیسیل بخشی از قلمرو کارتاژ بود و کارتاژ خود امپراتوری بی‌هماوردی در غرب مدیترانه در دوران باستان بود. امپراتوری کارتاژ توسط دریانوردان فنیقی بنیاد شده بود و ۸۰۰ سال دوام آورد. رومیان به فنیقیه، پون می‌گفتند و واژه پونی به تبار فنیقی کارتاژی‌ها اشاره دارد.
در دوره پس از پایان این جنگ‌ها، رومیان دست به نسل‌کشی در کارتاژ زدند و با کشتن اکثریت ساکنان آن تمدن مادی آن‌ها را نیز نابود کردند. روم در عین حال الگوی تشکیل امپراتوری را از کارتاژ آموخت و با ترجمه متون کارتاژی روش‌های بهبود کشاورزی و دیگر فنون را آموخت؛ اما متون اصلی کارتاژی را نابود کرد و کارزاری تبلیغاتی نیز برای سیاه‌نمایی شدید تمدن کارتاژ در میان دیگر اقوام به راه انداخت.

## نخستین جنگ پونی، ۲۶۴ – ۲۴۱ قبل از میلاد
در سال ۲۶۴ پیش از میلاد، ارتش روم به سیسیل یورش برد. بین روم و کارتاژ جنگ شروع شد و کارتاژ شکست خورد. در جریان این جنگ، لژیونرهای رومی معمولاً در خشکی سپاه کارتاژ را در هم می‌شکستند، ولی کارتاژها در دریا مسلط بودند.
رومیان مخفیانه پلهای متحرکی را که دارای قلاب‌های تیزی بودند، در کشتی‌های خود نصب می‌کردند. به اینگونه کشتی ها کورووس می‌گفتند. بدینسان رومی‌ها چون کشتی‌های دشمن نزدیک می‌شدند، پل‌ها را به سوی عرشهٔ کشتی‌ها پرتاب می‌کردند. قلاب به بدنهٔ کشتی دشمن گیر می‌کرد و آنگاه سپاهیان رومی از طریق پُل، به درون کشتی دشمن یورش می‌بردند. در عرشهٔ کشتی‌های کارتاژ جنگ تن به تن وحشتناکی درمی‌گرفت.
بدین ترتیب بود که کارتاژها در دریا نیز برتری خود را از دست دادند و در جریان نخستین جنگ‌های پونی، چندین نوبت شکست در دریا را نیز متحمل گردیدند.
در نهایت، روم در نخستین جنگ پونی که بیش از بیست سال طول کشید، پیروز شد و جزیرهٔ سیسیل و جزایر ساردین و کورسیکا را به اشغال خود درآورد. امّا نیروهای کارتاژ نیز، به‌طور قطعی درهم شکسته نشدند و کینهٔ رومی‌ها را به دل گرفتند. پس هر دو دشمن، در خفا مشغول آماده شدن برای مصاف جدیدی شدند.

## دومین جنگ پونی، ۲۱۸ – ۲۰۱ قبل از میلاد

اراضی و مناطق تحت کنترل روم و متحد آن (سیراکوز) و همچنین کارتاژ قبل از شروع جنگ دوم پونیک در نقشه نشان داده شده است. جمهوری روم، سیراکوز (متحد روم)، کارتاژ

کارتاژها ضمن تدارک نبرد با روم، ارتشی بزرگ در اسپانیا فراهم آوردند. هانیبال جوان، سردار سپاه کارتاژ و فرمانده آن بود. او از همان دوران کودکی خویش سوگند یاد کرده بود که همیشه نسبت به روم نفرت بورزد. با همین نفرت وی آموزش انواع فنون جنگی و نظامی دیده بود و استعداد نظامی و دلاوری‌اش حتی زبانزد رومیان بود. وی مردی سنگدل و سختگیر و پُرانرژی بود و مزدوران را وادار می‌کرد که بدون چون و چرا از وی اطاعت کنند.

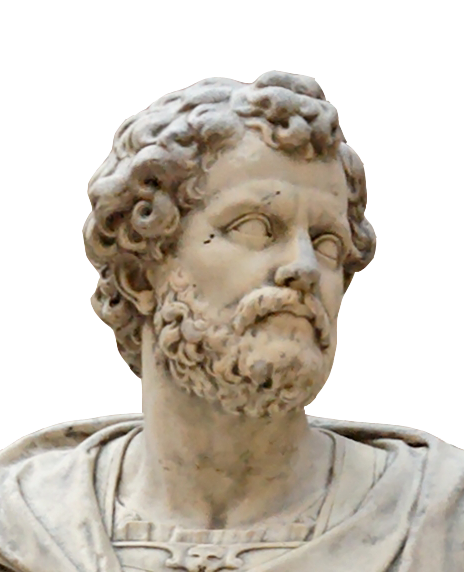
هانیبال

اشغال اراضی اسپانیا توسط کارتاژ، بهانه‌ای برای شروع دومین جنگ پونی، به دست رومیان داد و بدین ترتیب در سال ۲۱۸ قبل از میلاد، یکی از نمایندگان سنای روم به نام رُم، آغاز جنگی دیگر با کارتاژ را اعلام نمود. بدینسان دومین جنگ پونی آغاز گردید.

## حملهٔ هانیبال به ایتالیا

تصویری از هانیبال و سپاهیانش در هنگام عبور از کوهستانهای آلپ، طی دومین جنگ پونی

هنگامی که کنسول‌های رم، خود را برای گُسیل کردن قوای نظامی به اسپانیا و آفریقا آماده می‌کردند، هانیبال پیشدستی نمود و با یورش به ایتالیا، آنها را غافلگیر نمود.
سپاه کارتاژ به فرماندهی هانیبال موفق شد که در فصل پائیز از کوه‌های آلپ عبور کند. در این فصل شدت سرما به حدی بود که افراد مجبور بودند از کوره‌راه‌های یخ‌بستهٔ کوهستانی عبور کنند. اسب‌ها و سپاهیان به درون پرتگاه‌های مخوف سقوط می‌کردند و عده‌ای از آنها بر اثر سرما تلف شدند. بدینسان در هنگام عبور از آلپ، تقریباً نیمی از سپاه کارتاژ نابود شد.
امّا آنچه از سپاه هانیبال باقی‌مانده بود، به دشت حاصلخیز رودخانهٔ پو در ایتالیای شمالی رسید. در اینجا قوم گال زندگی می‌کردند که کمی پیشتر به اطاعت از روم وادار شده بودند. پس گال‌ها به هانیبال پیوستند و این امر باعث شد که سپاه ناتوان شدهٔ او، تا حدودی تقویت شود.
کارتاژ موفق شد که در طی چندین نبرد خونین، لشکریان روم را که به مصاف او فرستاده شده بودند مغلوب سازد و قیام‌هایی که علیه کارتاژ برپا می‌شد را سرکوب سازد. در ادامه، هانیبال به همراه سپاهیانش تمام شمال ایتالیا را درنوردید، و درحالیکه با بی رحمی تمام اکثر نواحی سر راهش را به ویرانه‌هایی تبدیل می‌نمود، سرانجام به جنوب ایتالیا رسید. سپاه کارتاژ خانه‌ها را آتش می‌زد و باغها و تاکستان‌ها را ریشه کن می‌کرد و مزارع و کشتزارها را لگدمال می‌نمود و احشام و حیوانات را با تیر از پای درمی‌آورد.

## جنگ کانای

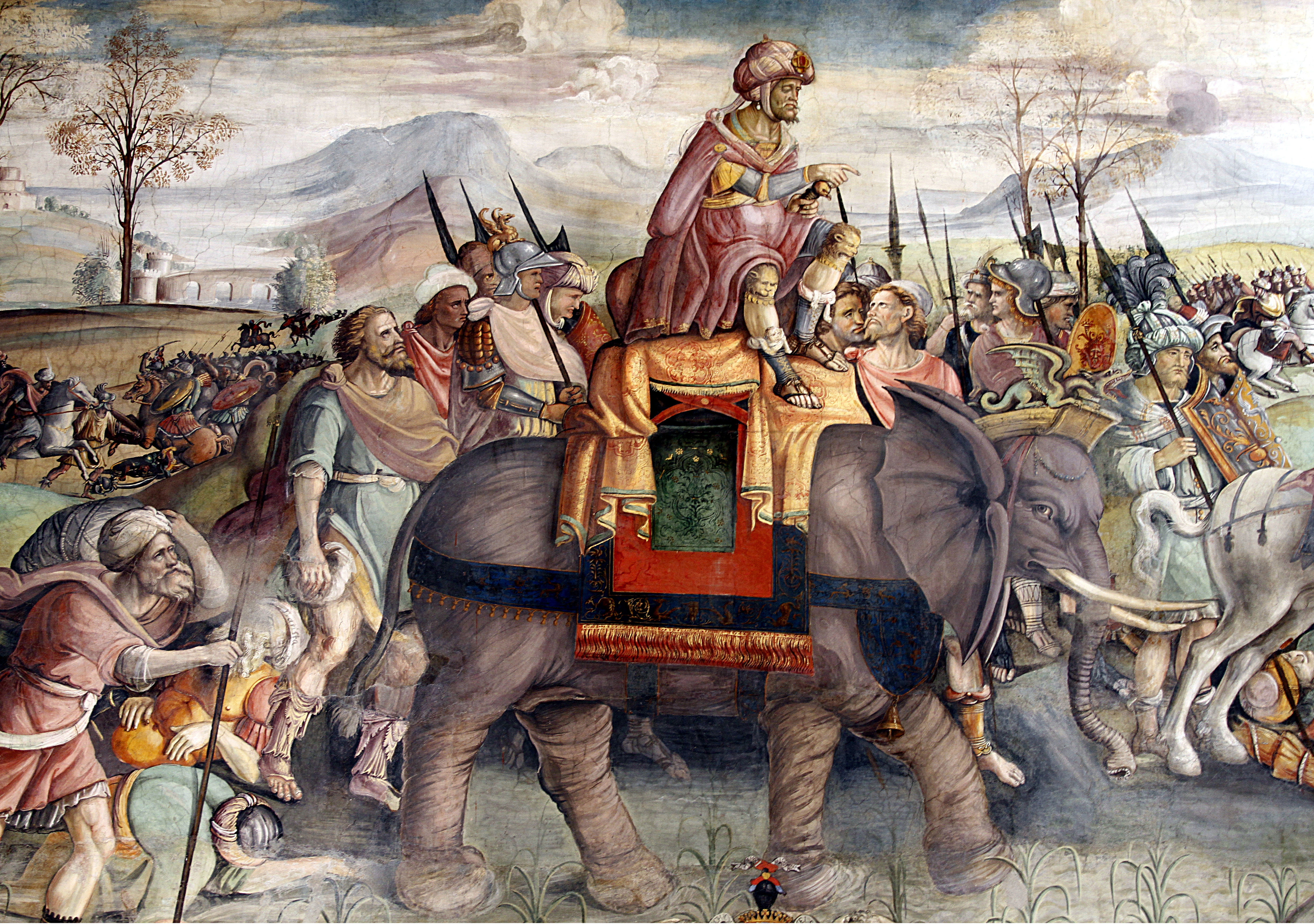
شاهکار هانیبال در عبور از کوهستانهای آلپ با فیل‌های جنگی، به یک افسانهٔ اروپایی شبیه است، اثری از ژاکوپو ریپاندا نقاشی آبرنگ بر روی گچ، موزهٔ کاپیتولین، رم

در سال ۲۱۶ قبل از میلاد، سپاهیان کارتاژ به فرماندهی هانیبال در حومهٔ روستایی بنام کانای، به ارتش اصلی روم برخوردند. به هم رسیدن این دو سپاه خصم در این مرحله از جنگ‌های پونی، نبرد سهمگینی را رقم زد که با عنوان جنگ کانای مشهور است.
ارتش رم از ۸۰هزار نفر پیاده و ۶هزار سواره تشکیل شده بود، امّا کارتاژها فقط ۴۰هزار نفر پیاده در اختیار داشتند، امّا از لحاظ سواره نظام برتر از روم بودند و ۱۴ هزار نفر سواره با خود داشتند. کنسول‌های رم می‌خواستند با یک یورش سریعِ واحدهای بیشمار پیاده‌نظام خود، دشمن را در هم شکنند. آنها پیاده‌نظام خویش را به شکل مربع‌های عظیمی آرایش داده بودند و سواران‌ از دو پهلو، پیاده دفاع می‌کردند.
امّا هانیبال به حدس، نیت رومیان را دریافت. او به خوبی می‌دانست که سپاهش نمی‌تواند در مقابل چنین یورشی ایستادگی کند، ولی این را نیز می‌دانست که پیاده‌نظام رومی، اگر مجبور به دفاع از جناحین و پشت جبههٔ خود بشود، قادر به تجدید سازمان سریع نیست. بدین ترتیب هانیبال نقشهٔ جسورانه‌ای طرح کرد: محاصره ارتش رم. او تعدادی از افراد پیاده‌نظام خود را به مقابله با دشمن فرستاد، در جناحین بهترین واحدهای پیاده و سواره خود را مستقر نمود.
تمام تودهٔ عظیم پیاده‌نظام رم، به‌طور تهدیدآمیزی به پیش می‌آمد. گال‌ها که در مرکز سپاه کارتاژ قرار گرفته بودند، تحت فشار پیاده‌نظام رم، مشغول عقب‌نشینی شدند. پیاده‌نظام رُم سینهٔ سپاه کارتاژ را شکاف داد و با این کار جناحین خود را خالی کرد. در همین هنگام بود که واحدهای گزیدهٔ کارتاژ به پیاده‌نظام رُم حمله کردند. ضمناً همزمان با این حمله، سواران‌ کارتاژ نیز سواره نظام روم را پراکندند و از پشت جبهه به قوای پیادهٔ آن یورش آوردند.
رومی‌ها مجبور به عقب‌نشینی شدند. صفوف منظم آنها درهم ریخت، لشکر به توده‌ای بی نظم و ترتیب مبدّل شد که در حلقهٔ محاصرهٔ دشمن اسیر شده بود. قتل‌عام بی رحمانهٔ رومیان آغاز شد. کارتاژ نزدیک به ۷۰ هزار از سپاهیان رومی را نیز اسیر کرد.

## جنگ فرساینده
پس از پیروزی سپاه کارتاژ در حومهٔ کان، بخشی از شهرهای ایتالیا جانب کارتاژ را گرفتند. گرچه وضع رُم بسیار وخیم شد، لیکن هنوز نیروی عظیمی را در اختیار داشت.
رومیان تمامی مردانی را که به درد خدمت می‌خوردند، به ارتش احضار کردند. نزدیک به ۲۵۰ هزار نفر سپاهی گرد آمدند. بخشی از این سپاه را دهقانان و کشاورزان تشکیل می‌دادند، چراکه این طبقات بر اثر یورش‌های بی رحمانهٔ هانیبال رنج بسیار کشیده بودند، پس با میل و رغبت می‌رفتند تا به سپاه رم بپیوندند و با کارتاژ بجنگند.
اینک سپاه کارتاژ به رم نزدیک شده بود، ولی هانیبال آنچنان نیرویی در اختیار نداشت تا شهر را محاصره کند و به رُم که با دژها و دیوارهای بلند احاطه شده بود، یورش برد؛ بنابراین اندکی بعد هانیبال به سوی جنوب ایتالیا عقب‌نشینی کرد.
هانیبال در این مرحله حتی به فکر صلح افتاد و به روم پیشنهاد انجام مذاکرات صلح نمود، ولی سنای رُم حتی حاضر نشد که سخنان نمایندهٔ او را بشنود.
رومیان مردانه، لیکن با احتیاط وارد عمل شدند. آنها از نبردهای پردامنه و بزرگ اجتناب می‌کردند و برعکس به واحدهای کوچک دشمن حمله می‌نمودند و شهرهایی را که توسط کارتاژ تسخیر شده بودند را به محاصره می‌کشیدند. این جنگ فرساینده برای هانیبال و سپاهیان او، کشنده و مرگبار بود. او تقریباً هیچ قوای کمکی از جانب کارتاژ دریافت نمی‌کرد و در عین حال، همچنانکه رُم روز به روز نیرویی فزونتر کسب می‌نمود، ارتش کارتاژ سال به سال بیشتر از پیش تحلیل می‌رفت.

## نبرد نهایی

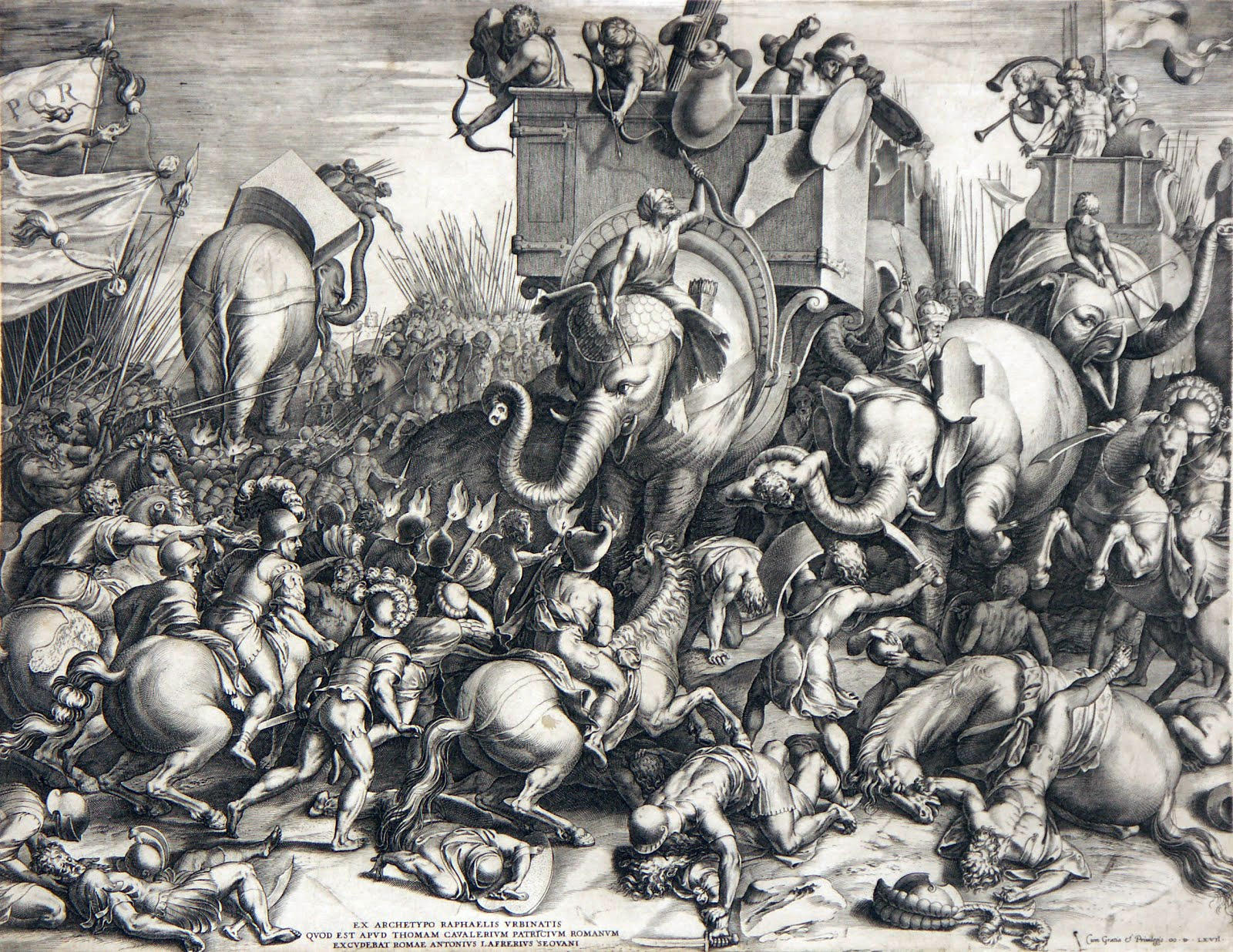
کتیبه‌ای که نمایی از نبرد زاما را نشان می‌دهد، اثری از: کورنلیس کورت، ۱۵۶۷ میلادی

با گذشت دوازده سال از نبرد کان، رومیان به قدری نیرومند شده بودند که تصمیم گرفتند ارتشی به فرماندهی شیپیونه آفریکانو به قلب امپراتوری کارتاژ (تونس امروزی) گسیل دارند. اگرچه هانیبال تا آن زمان حتی با یک شکست هم روبرو نشده بود، ولی مجبور بود ایتالیا را ترک کرده و برای دفاع از سرزمین خود، به کارتاژ بشتابد.
با حرکت هر دو سپاه به سمت آفریقا، در نزدیکی شهر زاما جنگ بزرگی میان آنها درگرفت (۲۰۲ق.م). در این جنگ این رومیان بودند که در همه چیز، بویژه به لحاظ سواره نظام، بر کارتاژ برتری داشتند.
در موقع جنگ بین پیاده‌های روم و کارتاژ، سواران‌های رومی از پشت جبهه به کارتاژها یورش آورده و ارتش هانیبال در هم شکست. با این وجود کارتاژ نتوانست قوای جدیدی برای ادامهٔ نبرد گرد آورد و بدین ترتیب در سال ۲۰۱ قبل از میلاد، جنگ به‌طور نهایی و به نفع روم خاتمه یافت.
کارتاژ مجبور شد که ناوگان خود را به رُم بدهد، غرامت کلانی به این کشور بپردازد و تقریباً از تمامی متصرفاتی که طی سالیان مدید به دست آورده بود، چشم پوشی کند. بدون تردید در پیروزی نهایی سپاه روم، دهقانان رومی که صفوف ارتش روم را پُر می‌کردند و مردانه با دشمن می‌جنگیدند، نقشی قاطع بر عهده داشتند.

## سومین جنگ پونی، ۱۴۹ – ۱۴۶ قبل از میلاد
در سال ۱۴۹ پیش از میلاد، ارتش رومی متشکل از  ۵۰٬۰۰۰ نفر که به طور مشترک توسط هر دو کنسول رومی فرماندهی می شدند؛ در نزدیکی اوتیکا، در ۳۵ کیلومتری (۲۲ مایلی) شمال کارتاژ قرار گرفتند.             روم خواستار این بود که اگر از جنگ جلوگیری شود و دو دولت به توافق برسند، امپراتوری کارتاژ باید بدون جنگ و درگیری تمام تسلیحات جنگی خود را تحویل روم دهد و خلع سلاح شود. اما پس از این مورد، رومی ها شرط دیگری هم داشتند؛ رومی ها خواستار آن بودند که کارتاژ شهر خود را بسوزاند و حداقل ۱۶ کیلومتر از دریا فاصله بگیرد. کارتاژ شرایط را نپذیرفته و مذاکرات را قطع کرده و شروع به بازسازی و تقویت سلاح ها و ارتش خود نموده و آماده جنگ شد؛ بدین ترتیب شهر محاصره شد.
پس از فرود آمدن بخش اصلی ارتش روم در اوتیک، مانیوس مانیلیوس و لوسیوس مارسیوس سنسوریوس حملهٔ دوجانبه‌ای را به کارتاژ ترتیب دادند، ولی این حمله توسط سرداران کارتاژی هاسدروبال و هیمیلکو دفع شد. دستهٔ سنسوریوس هنگام جمع‌آوری چوب در نزدیکی دریاچهٔ تونس توسط سواران کارتاژی غافلگیر شد و بیش از ۵۰۰ نیرو را از دست داد. فاجعهٔ بدتر برای رومیان هنگامی بود که ناوگانشان توسط کشتی‌های آتش رها شده توسط کارتاژی‌ها شعله‌ور شد. پس از شکست سخت ارتش روم در نفریس، کالپورنیوس پیسو در ۱۴۹ جایگزین مانیلیوس شد. در پاییز ۱۴۸، پیسو هنگام تلاش برای حمله به شهر آسپیس شکست خورد. او هیپاگرتا را نیز محاصره کرد، ولی ارتش او تا زمستان نتوانست کارتاژی‌ها را شکست دهد و وادار به عقب‌نشینی شد. پس از رسیدن خبر این شکست‌ها به روم، سیپیو جانشین او شد. دخالت سیپیو آمیلیانوس موجب نجات چهار گروه به دام افتاده در یک درهٔ عمیق شد. نفریس در زمستان ۱۴۷ یا ۱۴۶ به دست سیپیو سقوط کرد. کارتاژی‌ها محاصرهٔ شهر را از ۱۴۹ تا بهار ۱۴۶ تحمل کردند و پس از سه سال، سیپیو شهر را تصرف کرد. علی‌رغم مقاومت سرسختانهٔ شهروندان کارتاژی، آنها به تدریج توسط ارتش بی‌شمار روم عقب رانده شدند و از بین رفتند.